# 东山乡 (巴马县)
东山乡，是中华人民共和国广西壮族自治区河池市巴马瑶族自治县下辖的一个乡镇级行政单位。

## 行政区划
东山乡下辖以下地区：
卡桥村、江团村、优雅村、弄谟村、三联村、文钱村、弄山村和长垌村。